# Ары-Толон
Ары́-Толо́н (якут. Арыы Толоон) — село в Томпонском районе Республики Саха (Якутия) России. Входит в состав Баягантайского наслега.

## География
Село находится в восточной части Якутии, в пределах Центральноякутской низменности, в правобережной части долины реки Алдан, на расстоянии примерно 102 км к северо-западу от посёлка Хандыга, административного центра района.
Климат
Климат характеризуется как резко континентальный. Абсолютный минимум температуры воздуха самого холодного месяца составляет −58 — −60 °C; абсолютный максимум самого тёплого месяца — 30 — 35 °C..
Часовой пояс
Село Ары-Толон находится в часовой зоне МСК+6. Смещение применяемого времени относительно UTC составляет +9:00.

## История
Основано в 1927 году.

## Население
| 1989 | 2002 | 2010 | 2021 |
| ---- | ---- | ---- | ---- |
| 200  | ↘172 | ↘166 | ↗167 |

Половой состав
По данным Всероссийской переписи населения 2010 года в гендерной структуре населения мужчины составляли 53 %, женщины — соответственно 47 %.
Национальный состав
Согласно результатам переписи 2002 года, в национальной структуре населения якуты составляли 99 % из 172 чел.

## Улицы
| - ул. А. Сыромятниковой, - пер. Л. Мекюрдянова, | - пер. Озёрный, - пер. Школьный. |